# 시부타니 스바루
시부타니 스바루(일본어: 渋谷すばる, 1981년 9월 22일 ~ )는 일본의 가수이자 배우로, 남성 아이돌 그룹 칸쟈니∞의 전 멤버였다. 
일본 오사카부 이바라키시 출신. 애칭은 스바루군, 스바루, 시부양, 스바짱.

## 수상력
- 2015년 제19회 판타지아 국제영화제 최우수주연남우상 『味園ユニバース』

## 같이 보기
- 칸쟈니∞
- 자니즈 사무소